# Simulium xiaodaoense
Simulium xiaodaoense är en tvåvingeart som beskrevs av Liu, Shi och Shu Wen An 2004. Simulium xiaodaoense ingår i släktet Simulium och familjen knott. Inga underarter finns listade i Catalogue of Life.